# 奧卡氏鏢鱸
奧卡氏鏢鱸為輻鰭魚綱鱸形目鱸亞目河鱸科的其中一種，被IUCN列為瀕危保育類動物，分布於美國佛羅里達州的Choctawhatchee灣淡水流域，體長可達5.3公分，棲息在植被生長、水質清澈、沙底質的溪流。